# Hans-Dieter Collinet
Hans-Dieter Collinet (* 11. September 1943 in Monschau) ist ein deutscher Architekt, Stadtplaner und Baubeamter im Ruhestand.

## Leben
Hans-Dieter Collinet machte 1965 sein Abitur und studierte im Anschluss daran bis 1971 an der RWTH Aachen, unter anderem bei Erich Kühn. Seinen Vorbereitungsdienst in den Fachrichtungen Hochbau und Städtebau beendete er bei der Stadt Düsseldorf. Von 1974 bis 1978 war er als Kreisbaurat beim Kreis Heinsberg beschäftigt. Danach war er als städtischer Oberbaurat bis 1986 bei der Stadt Stolberg beschäftigt. Unter seiner Federführung wurde die Unterschutzstellung von über 500 Baudenkmälern vorangetrieben. Weiter war er maßgeblich für den Umbau der ehemaligen Glashütte zum Museum Zinkhütter Hof verantwortlich.
Seit 1986 war Collinet in mehreren Bereichen des NRW-Ministeriums für Stadtentwicklung tätig. Hier war er nicht nur für den Denkmalschutz, sondern auch für die Projekte Internationale Bauausstellung Emscher Park, EXPO 2000-Initiative Ostwestfalen-Lippe und EUROGA 2002+ verantwortlich. Von 2002 bis 2009 war er Leiter der Abteilung Stadtentwicklung im Ministerium für Städtebau und Wohnen, Kultur und Sport, zuletzt im Rang eines Ministerialdirigenten. Bei seiner Verabschiedung würdigte der ehemalige Landesbauminister Oliver Wittke sein Wirken: „Hans-Dieter Collinet hat städte- und raumplanerische Grundsätze beschrieben, über die wir noch viele Jahre reden werden.“
Collinet war bis 2015 Vorsitzender des Architektenbeirats der Stadt Aachen. und ist Vorsitzender des Fördervereins aachen_fenster - Raum für Bauen und Kultur e. V. und des Kuratoriums der Energeticon gGmbH.
Mehrfach war Collinet Jurymitglied in verschiedenen Preisgerichten, so bei der Auszeichnung vorbildlicher Bauten in Nordrhein-Westfalen 2005, dem Architekturpreis Nordrhein-Westfalen 2007, dem Europäischen Gartenpreis des European Garden Heritage Network (EGHN) 2010 und dem BDB/LBS-Studentenwettbewerb 2015. 
Am 2. September 2010 wurde Hans-Dieter Collinet mit dem Rheinlandtaler ausgezeichnet.
Hans-Dieter Collinet ist seit 1969 verheiratet und hat vier Kinder.

## Schriften (Auswahl)
- (als Herausgeber, gemeinsam mit Franz Pesch): Stadt und Landschaft. Klartext, Essen 2009, ISBN 978-3-8375-0002-8.